# Adolfas Šleževičius
Adolfas Šleževičius (ur. 2 lutego 1948 w Mirskiškė w rejonie szawelskim, zm. 6 grudnia 2022 w Pelekas w rejonie ignalińskim) – litewski polityk, ekonomista i inżynier, działacz komunistyczny, premier Litwy w latach 1993–1996.

## Życiorys
W latach 1967–1971 studiował na wydziale mechaniki Kowieńskiego Instytutu Politechnicznego, gdzie uzyskał tytuł zawodowy inżyniera mechanika. W 1982 otrzymał stopień kandydata nauk ekonomicznych. W latach 1981–1983 był słuchaczem studiów zaocznych w instytucie finansów i ekonomiki związkowej w akademii gospodarki ludowej działającej Radzie Ministrów ZSRR.
Od 1971 był zatrudniony w kombinacie mleczarskim w Kownie kolejno jako główny inżynier konstruktor, główny mechanik i główny inżynier. W latach 1977–1981 był zastępcą ministra przemysłu mięsnego i mleczarskiego Litewskiej SRR. Od 1983 pracował jako zastępca kierownika wydziału ds. kompleksu agrarno-przemysłowego w komitecie centralnym Komunistycznej Partii Litwy. W latach 1989–1990 pełnił funkcję zastępcy ministra rolnictwa. Od 1991 kierował litewsko-norweskim przedsiębiorstwem C.-Olsen-Baltic.
Od marca 1993 do lutego 1996 stał na czele litewskiego rządu. Jednocześnie był przewodniczącym Litewskiej Demokratycznej Partii Pracy. Wycofał się następnie z działalności politycznej i partyjnej, przechodząc do pracy w biznesie branży konsultingowej i komunikacyjnej, przez kilka lat pracował w Rosji.